# 小岩部神經
小岩部神經（lesser petrosal nerve），又稱小淺岩部神經，為舌咽神經的一條分支，屬於一般內臟傳出神經（GVE），神經纖維中帶有來自鼓室神經叢的副交感神經纖維，並輸入腮腺。

## 結構
小岩部神經在離開鼓室神經叢後便進入顳骨前緣的小岩部神經溝，並進入中顱窩。之後經卵圓孔離開顱窩進入顳下窩，並與耳核形成突觸。突觸後的神經會進入耳顳神經纖維中走一小段後再次離開，最後匯入腮腺。
另外，顏面神經在膝狀神經節中會分出一條分支與耳核溝通，之後進入小岩部神經。

## 外部連結
- Lesser petrosal nerve diagram  （页面存档备份，存于）
- （英文）cranialnerves 在韦斯利诺曼的解剖课上（乔治城大学） (IX)
- （英文）lesson3 在韦斯利诺曼的解剖课上（乔治城大学） (midearcavity) (#7)
- MedEd at Loyola grossanatomy/h_n/cn/cn1/cn9.htm
- 耶魯大學醫學院提供的腦神經教材 9-10